# Беллис, Кэтрин
Кэтрин Картан (Сиси) Беллис (англ. Catherine Cartan "CiCi" Bellis; родилась 8 апреля 1999 года в Сан-Франциско, США) — американская теннисистка; победительница 1 турнира WTA 125K и восьми турниров ITF (шесть — в одиночном разряде); победительница парного турнира Orange Bowl (2014); финалистка одного юниорского турнира Большого шлема в парном разряде (Открытый чемпионат Франции-2014); бывшая первая ракетка мира в юниорском рейтинге, победительница турнира Les Petits As (2013).

## Общая информация
Кэтрин — дочь бизнесмена Гордона Беллиса, сотрудника частного инвестиционного фонда; мать Кэтрин — Лори — игравшая в теннис за команду Индианского университета, сама занимается обучением дочери. Семья Беллис проживает в богатом пригороде Сан-Франциско Атертон. В 2018—2019 годах училась заочно в университете Восточной Индианы (по специальности «деловой менеджмент»). В марте 2023 года вышла замуж за друга детства Сэма Риффиса.

## Спортивная карьера
Беллис-младшая начала играть в теннис в трёхлетнем возрасте. Доходы отца позволили ему построить для дочери личный теннисный корт рядом с домом (в профильной статье в журнале Businessweek Сиси Беллис сравнивается с ещё одним выходцем из банкирской семьи — Эрнестом Гулбисом, для спортивного роста которого также были созданы наилучшие условия). Майкл Джессап, тренировавший Беллис с девяти до одиннадцати лет, рассказывал, что Кэтрин выделялась среди его подопечных своим энтузиазмом и энергией. В дальнейшем с Беллис работали национальные юношеские тренеры США Ричард Эшби и Лео Азеведу.
В 2013 году Беллис выиграла Les Petits As — один из наиболее престижных международных турниров для теннисистов в возрасте до 14 лет. В следующем году она выиграла весенний юношеский (до 18 лет) чемпионат USTA, а позже выиграла национальный чемпионат USTA в возрасте до 18 лет, став самой молодой его победительницей с 1991 года, когда чемпионкой была Линдсей Дэвенпорт. В этом сезоне она выиграла ещё два молодёжных турнира первой категории — Coffee Bowl и Easter Bowl, а также победила на призе высшей категории в Милане в одиночном разряде, дошла до полуфинала на одиночном Orange Bowl и выиграла парный турнир в его рамках (вместе с чешкой Маркетой Вондроушовой). Второй год на юниорских турнирах Большого шлема, при этом, принёс лишь три выигранных матча в одиночном разряде, но несмотря на это, Кэтрин к концу года с небольшим преимуществом возглавила рейтинг и была объявлена чемпионкой мира ITF среди девушек.
В 2014 году Беллис начала выступления и во взрослых профессиональных турнирах. Уже в марте в Орландо она выиграла свой первый турнир женского тура ITF, завоевав титул в паре с Алексис Нельсон. Благодаря победе на юношеском чемпионате США ей был предоставлен уайлд-кард на участие во взрослом турнире Открытого чемпионата США. В первом круге Беллис преподнесла сенсацию: занимая в рейтинге WTA 1208-е место, она обыграла 12-ю ракетку мира, финалистку недавнего Открытого чемпионата Австралии Доминику Цибулкову 6-1, 4-6, 6-4. Беллис стала самой молодой теннисисткой, успешно преодолевшей первый круг на Открытом чемпионате США, с тех пор, как в 1996 году аналогичный результат показала Анна Курникова. Во втором круге Беллис уступила, также в трёх сетах, 48-й ракетке мира Зарине Дияс. В октябре она выиграла в одиночном разряде два подряд турнира ITF с призовым фондом в 25 тысяч долларов каждый, к концу года поднявшись в рейтинге до середины третьей сотни.
После третьего титула на турнирах ITF, завоёванного в феврале 2015 года, и выхода в третий круг премьер-турнира в Майами, куда Беллис пробилась после взятого у Дияс реванша за прошлогоднее поражение в Нью-Йорке, а затем проиграла первой ракетке мира Серене Уильямс, она достигла в рейтинге середины второй сотни, но во второй половине сезона почти не выступала из-за локальных проблем со здоровьем (всего четыре турнира, включая Открытый чемпионат США, где Кэтрин проиграла в последнем квалификационном круге). В юниорском цикле ITF Беллис выступила лишь на Открытом чемпионате Франции, где достигла полуфинала, уступив там Анне Калинской из России.
В 2016 году Беллис, уже прекратившая участие в юниорских соревнованиях, выступала преимущественно в турнирах ITF, четыре раза побывав в финале в одиночном разряде (и завоевав два титула подряд в завершающих сезон турнирах и три в общей сложности за год) и один раз в парном (победа в Мидленде, США, в начале сезона). Одним из немногих турниров более высокого ранга, где участвовала Беллис, стал Открытый чемпионат США, где она пробилась в третий круг после побед над двумя соперницами из Top-50 рейтинга (Виктория Голубич и Шелби Роджерс), прежде чем проиграть шедшей к первой позиции в рейтинге Анжелике Кербер. Завершила сезон Беллис завоеванием первого титула за карьеру в турнире низшей категории тура WTA в Гонолулу. Начав год на 231-м месте в рейтинге, она закончила его в первой сотне.
За 2017 год Беллис дважды побывала в полуфиналах турниров WTA — сначала на Майорке, где уже в первом круге обыграла посеянную под четвёртым номером Карлу Суарес Наварро, а затем на премьер-турнире в Станфорде, где в четвертьфинале взяла верх над 14-й ракеткой мира Петрой Квитовой. На Открытом чемпионате Франции американка вышла в третий круг после победы над 18-й ракеткой мира Кики Бертенс. На её счету было также две победы над соперницами из первой десятки рейтинга — Агнешкой Радваньской и Светланой Кузнецовой. По ходу сезона Беллис поднялась в одиночном рейтинге до 35-го места, а закончила год на 60-й позиции. В парном разряде она почти не выступала, но успела дойти до четвертьфинала на Уимблдоне, где с ней играла в паре чешка Маркета Вондроушова.
Впервые появившись в 2018 году в основной сетке Открытого чемпионата Австралии, Беллис завершила выступления уже в первом круге, проиграв Кики Бертенс. На турнире Premier 5 в Катаре в середине февраля она, начав с квалификации, прошла в основную сетку, обыграла Мэдисон Киз и Каролину Плишкову, занимавших в рейтинге соответственно 14-е и 5-е места, и достигла четвертьфинала турнира, где уступила второй ракетке мира Симоне Халеп. В марте в Майами, однако, она уже в первом круге серьёзно травмировала кисть. Это привело к более чем полуторагодичному перерыву в выступлениях; за этот период Беллис перенесла три операции. Лишь в ноябре 2019 года, получив уайлд-кард на участие в квалификации турнира категории WTA 125K в Хьюстоне, она не только вышла в основную сетку, но и одержала в ней две победы, прежде чем уступить будущей чемпионке Кирстен Флипкенс.
В сезоне 2020 года, укороченном из-за пандемии, Беллис до перерыва пробилась в третий круг Открытого чемпионата Австралии после победы над посеянной под 20-м номером Каролиной Муховой, а после перерыва — во второй круг Открытого чемпионата США. В октябре она выиграла турнир ITF в Мейконе (Джорджия) с призовым фондом 80 тысяч долларов. Всего с начала 2020 года в активе американки было почти 600 очков — один из 50 лучших результатов года, — но поскольку по решению WTA в рейтинге сохранялись набранные за 2019 год очки, Беллис, пропустив практически весь предыдущий сезон и начав год с 855-го места в иерархии, поднялась в ней лишь до 133-й позиции. По итогам голосования американских болельщиков она стала обладательницей титула «Возвращение года USTA», опередив Шелби Роджерс.
Беллис не возвращалась на корт на протяжении всего 2021 года. В апреле было сообщено, что спортсменка проходит курс восстановления после травмы локтя, но уже в январе 2022 года она объявила об окончании игровой карьеры.

## Итоговое место в рейтинге WTA по годам
| Год  | Одиночный рейтинг | Парный рейтинг |
| 2020 | 131               | 1269           |
| 2018 | 137               | 1154           |
| 2017 | 47                | 165            |
| 2016 | 90                | 252            |
| 2015 | 2348              | 1 279          |
| 2014 | 257               | 846            |

## Выступления на турнирах

### Финалы турнировWTA 125иITFв одиночном разряде (8)

#### Победы (8)
| Легенда:                    |
| --------------------------- |
| WTA 125 (1*)                |
| 100.000 USD (0+1)           |
| 80.000 (75.000**) USD (1)   |
| 60.000 (50.000**) USD (2)   |
| 25.000 USD (4)              |
| 15.000 (10.000**) USD (0+1) |

** призовой фонд до 2017 года
| Титулы по покрытиям | Титулы по месту проведения матчей турнира |
| ------------------- | ----------------------------------------- |
| Хард (8+1*)         | Зал (2+1)                                 |
| Грунт (0+1)         | Зал (2+1)                                 |
| Трава (0)           | Открытый воздух (6+1)                     |
| Ковёр (0)           | Открытый воздух (6+1)                     |

* количество побед в одиночном разряде + количество побед в парном разряде.
| №  | Дата            | Турнир              | Покрытие | Соперница в финале | Счёт               |
| 1. | 12 октября 2014 | Рок-Хилл, США       | Хард     | Лорен Эмбри        | 6-4 6-0            |
| 2. | 19 октября 2014 | Флоренс, США        | Хард     | Исалин Бонавентюре | 6-2 6-1            |
| 3. | 1 марта 2015    | Ранчо-Санта-Фе, США | Хард     | Мария Санчес       | 6-2 6-0            |
| 4. | 19 июня 2016    | Самтер, США         | Хард     | Валерия Соловьёва  | 6-1 6-3            |
| 5. | 23 октября 2016 | Сагеней, Канада     | Хард(i)  | Бьянка Андрееску   | 6-4 6-2            |
| 6. | 6 ноября 2016   | Торонто, Канада     | Хард(i)  | Есика Малечкова    | 6-2 1-6 6-3        |
| 7. | 27 ноября 2016  | Гонолулу, США       | Хард     | Чжан Шуай          | 6-4 6-2            |
| 8. | 24 октября 2020 | Мейкон, США         | Хард     | Марта Костюк       | 6-4 6-7(4) — отказ |

#### Поражения (1)
| №  | Дата            | Турнир        | Покрытие | Соперница в финале | Счёт        |
| 1. | 21 февраля 2016 | Сюрпрайз, США | Хард     | Джейми Лёб         | 6-3 1-6 3-6 |

### Финалы турнировWTA 125иITFв парном разряде (2)

#### Победы (2)
| №  | Дата           | Турнир       | Покрытие | Партнёрша       | Соперницы в финале         | Счёт           |
| 1. | 16 марта 2014  | Орландо, США | Грунт    | Алексис Нельсон | Салли Пирс Натали Плускота | 6-2 0-6 [11-9] |
| 2. | 7 февраля 2016 | Мидленд, США | Хард(i)  | Ингрид Нил      | Наоми Броуди Шелби Роджерс | 6-2 6-4        |